# Eratigena mirusha
Espèce
Eratigena mirusha est une espèce d'araignées aranéomorphes de la famille des Agelenidae.

## Distribution
Cette espèce est endémique du Kosovo. Elle se rencontre vers Panorc.

## Description
Le mâle holotype mesure 7,83 mm et les femelles de 10,15 à 12,85 mm.

## Systématique et taxinomie
Cette espèce a été décrite par Geci, Naumova et Ibrahimi en 2025.

## Étymologie
Son nom d'espèce lui a été donné en référence au lieu de sa découverte, la Mirusha.

## Publication originale
- Geci, Ibrahimi, Naumova, Bilalli, Kolbmüller, Musliu, Grapci-Kotori, Gashi, Schäffer & Wagner, 2025 : « Description of a new Eratigena Bolzern, Burckhardt & Hänggi, 2013 (Arachnida: Araneae: Agelenidae) from the Balkans based on an integrative approach. » Zootaxa, no 5636(1), p. 144-162.